# جذمور

جذامير نبات مروج نجيلي

الجذمور (الجمع: جذامير) أو أُرْمُولَة (الجمع: أرامل وأراميل) (باللاتينية: rhizoma) هو ساقٌ تنمو أفقياً تحت الأرض يستعملها النبات للانتشار و تكوين نباتات جديدة تطلق جذوراً و سوقاً عند العقد الساقية. الجذمور هو وسيلة الانتشار الرئيسية لكثير من نباتات الفصيلة النجيلية[بحاجة لمصدر] مثل النجيل والكلئية المرجية والثمام العصوي والحشيشة الفضية إضافة لنباتات من فصائل أُخَر.

جذامير نبات الحشيشة الفضية

يستعمل الجذمور وسيلةً سهلة لإكثار النباتات خضرياً.

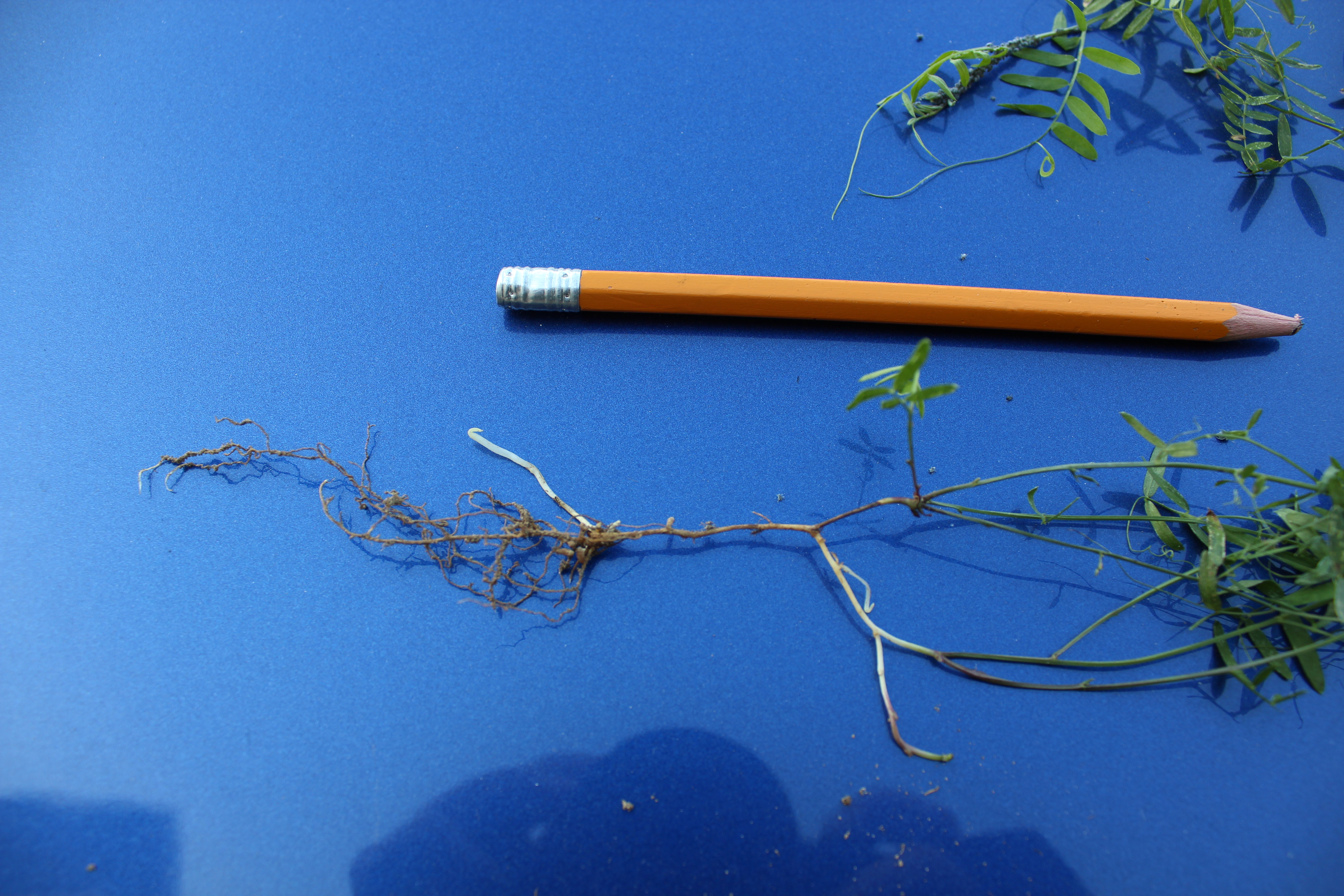
جذمور البيقية المعنقدة (الأبيض) وسوقها